# Biegi narciarskie na Zimowych Igrzyskach Paraolimpijskich 2010

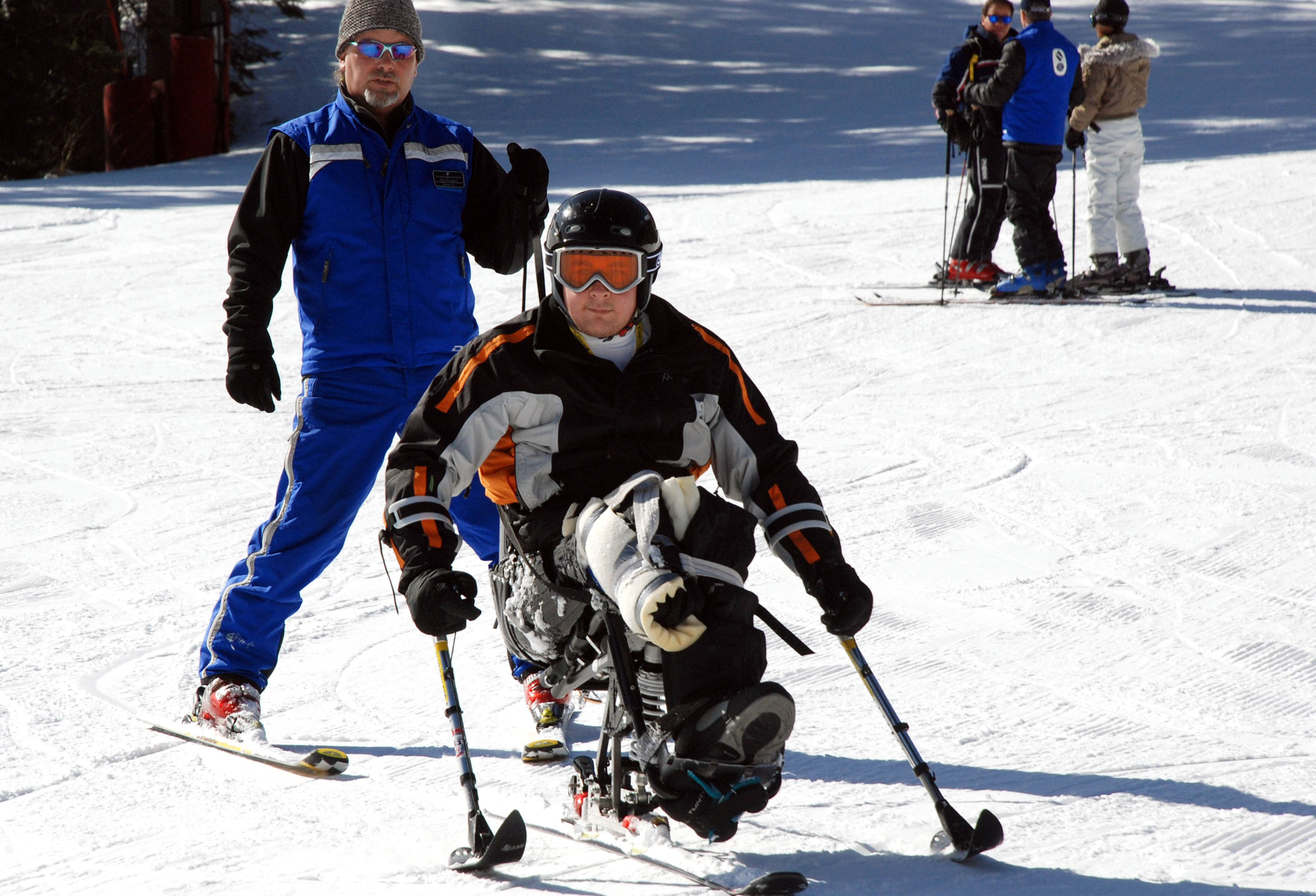

Biegi narciarskie na Zimowych Igrzyskach Paraolimpijskich 2010 rozgrywane były w dniach 14–21 marca.

## Obiekty
| Obiekt                | Miasto   | Funkcja           |
| Whistler Nordic Venue | Whistler | Zawody i treningi |

## Klasyfikacja niepełnosprawności
- W – zawodnicy którzy poruszają się na wózkach inwalidzkich lub którzy nie mają możliwości biegnięcia na stojąco.
- ST – zawodnicy biegnący w pozycji stojącej
- B – zawodnicy niewidomi

## Konkurencje
| Osoby stojące - sprint 1 kilometr - 10 kilometrów - 20 kilometrów Osoby na wózkach - sprint 1 kilometr - 10 kilometrów - 15 kilometrów Osoby niewidome - sprint 1 kilometr - 10 kilometrów - 20 kilometrów Sztafeta - 1 × 4 kilometry i 2 × 5 kilmetrów | Osoby stojące - sprint 1 kilometr - 5 kilometrów - 15 kilometrów Osoby na wózkach - sprint 1 kilometr - 5 kilometrów - 10 kilometrów Osoby niewidome - sprint 1 kilometr - 5 kilometrów - 15 kilometrów Sztafeta - 3 × 2,5 kilometra |

## Terminarz
| Dzień    | Data                        | Start | Koniec | Konkurencja                                                  | Etap         |
| -------- | --------------------------- | ----- | ------ | ------------------------------------------------------------ | ------------ |
| Dzień 3  | Niedziela, 14 marca 2010    | 10:00 |        | 15 kilometrów mężczyzn siedząc                               | Finał        |
| Dzień 3  | Niedziela, 14 marca 2010    | 12:00 |        | 10 kilometrów kobiet siedząc                                 | Finał        |
| Dzień 4  | Poniedziałek, 15 marca 2010 | 10:00 |        | 20 kilometrów mężczyzn stojąc                                | Finał        |
| Dzień 4  | Poniedziałek, 15 marca 2010 | 10:15 |        | 20 kilometrów mężczyzn niewidomych                           | Finał        |
| Dzień 4  | Poniedziałek, 15 marca 2010 | 12:00 |        | 15 kilometrów kobiet stojąc                                  | Finał        |
| Dzień 4  | Poniedziałek, 15 marca 2010 | 12:10 |        | 25 kilometrów kobiet niewidomych                             | Finał        |
| Dzień 7  | Czwartek, 18 marca 2010     | 10:00 |        | 10 kilometrów mężczyzn stojąc                                | Finał        |
| Dzień 7  | Czwartek, 18 marca 2010     | 10:16 |        | 10 kilometrów mężczyzn niewidomych                           | Finał        |
| Dzień 7  | Czwartek, 18 marca 2010     | 10:24 |        | 5 kilometrów kobiet stojąc                                   | Finał        |
| Dzień 7  | Czwartek, 18 marca 2010     | 10:32 |        | 5 kilometrów kobiet miewidomych                              | Finał        |
| Dzień 7  | Czwartek, 18 marca 2010     | 11:15 |        | 5 kilometrów kobiet siedząc                                  | Finał        |
| Dzień 7  | Czwartek, 18 marca 2010     | 11:35 |        | 10 kilometrów mężczyzn siedząc                               | Finał        |
| Dzień 9  | Sobota, 20 marca 2010       | 10:00 |        | Sztafeta otwarta kobiet 3 × 2,5 kilometra                    | Finał        |
| Dzień 9  | Sobota, 20 marca 2010       | 12:00 |        | Sztafeta otwarta mężczyzn 1 × 4 kilometra i 2 × 5 kilometrów | Finał        |
| Dzień 10 | Niedziela, 21 marca 2010    | 10:00 |        | Sprint 1 km mężczyzn siedząc                                 | Kwalifikacje |
| Dzień 10 | Niedziela, 21 marca 2010    | 10:18 |        | Sprint 1 km kobiet siedząc                                   | Kwalifikacje |
| Dzień 10 | Niedziela, 21 marca 2010    | 10:45 |        | Sprint 1 km mężczyzn niewidomych                             | Kwalifikacje |
| Dzień 10 | Niedziela, 21 marca 2010    | 11:00 |        | Sprint 1 km mężczyzn stojąc                                  | Kwalifikacje |
| Dzień 10 | Niedziela, 21 marca 2010    | 11:25 |        | Sprint 1 km kobiet niewidomych                               | Kwalifikacje |
| Dzień 10 | Niedziela, 21 marca 2010    | 11:37 |        | Sprint 1 km kobiet stojąc                                    | Kwalifikacje |
| Dzień 10 | Niedziela, 21 marca 2010    | 12:00 |        | Sprint 1 km mężczyzn siedząc                                 | Półfinały    |
| Dzień 10 | Niedziela, 21 marca 2010    | 12:10 |        | Sprint 1 km kobiet siedząc                                   | Półfinały    |
| Dzień 10 | Niedziela, 21 marca 2010    | 12:20 |        | Sprint 1 km mężczyzn niewidomych                             | Półfinały    |
| Dzień 10 | Niedziela, 21 marca 2010    | 12:30 |        | Sprint 1 km kobiet niewidomych                               | Półfinały    |
| Dzień 10 | Niedziela, 21 marca 2010    | 12:40 |        | Sprint 1 km mężczyzn stojąc                                  | Półfinały    |
| Dzień 10 | Niedziela, 21 marca 2010    | 12:50 |        | Sprint 1 km kobiet stojąc                                    | Półfinały    |
| Dzień 10 | Niedziela, 21 marca 2010    | 13:15 |        | Sprint 1 km mężczyzn siedząc                                 | Finał        |
| Dzień 10 | Niedziela, 21 marca 2010    | 13:20 |        | Sprint 1 km kobiet siedząc                                   | Finał        |
| Dzień 10 | Niedziela, 21 marca 2010    | 13:25 |        | Sprint 1 km mężczyzn niewidomych                             | Finał        |
| Dzień 10 | Niedziela, 21 marca 2010    | 13:30 |        | Sprint 1 km kobiet niewidomych                               | Finał        |
| Dzień 10 | Niedziela, 21 marca 2010    | 13:35 |        | Sprint 1 km mężczyzn stojąc                                  | Finał        |
| Dzień 10 | Niedziela, 21 marca 2010    | 13:40 |        | Sprint 1 km kobiet stojąc                                    | Finał        |

## Medale

### Mężczyźni
| Konkurencja                          | Złoto            | Złoto   | Srebro           | Srebro  | Brąz                | Brąz    |
| Osoby stojące                        |                  |         |                  |         |                     |         |
| sprint 1 km s.klasycznym szczegóły   | Yoshihiro Nitta  | 3:30.7  | Kiriłł Michajłow | 3:32.3  | Ilkka Tuomisto      | 3:33.9  |
| 10 kilometrów s.klasycznym szczegóły | Yoshihiro Nitta  | 26:29.5 | Kiriłł Michajłow | 27:01.7 | Hryhorij Wowczynski | 27:03.7 |
| 20 kilometrów s.dowolnym szczegóły   | Kiriłł Michajłow | 52:07.7 | Nils-Erik Ulset  | 53:34.1 | Władimir Kononow    | 53:53.4 |
| Osoby na wózkach                     |                  |         |                  |         |                     |         |
| sprint 1 km szczegóły                | Siergiej Szyłow  | 2:31.8  | Irek Zaripow     | 2:31.9  | Władimir Kisieliew  | 2:36.6  |
| 10 kilometrów szczegóły              | Irek Zaripow     | 27:12.1 | Enzo Masiello    | 28:21.1 | Dzmitryj Łoban      | 28:25.1 |
| 15 kilometrów szczegóły              | Irek Zaripow     | 41:01.1 | Roman Pietuszkow | 41:11.1 | Enzo Masiello       | 41:54.9 |
| Osoby niewidome                      |                  |         |                  |         |                     |         |
| sprint 1 km s.klasycznym szczegóły   | Brian McKeever   | 3:42.9  | Nikołaj Połuchin | 3:47.0  | Zebastian Modin     | 3:50.2  |
| 10 kilometrów s.klasycznym szczegóły | Brian McKeever   | 26:01.6 | Helge Flo        | 27:27.3 | Nikołaj Połuchin    | 27:40.7 |
| 20 kilometrów s.dowolnym szczegóły   | Brian McKeever   | 51:14.7 | Nikołaj Połuchin | 51:55.6 | Wasilij Szapciaboj  | 52:22.5 |
| Sztafeta otwarta                     |                  |         |                  |         |                     |         |
| 1 × 4 km i 2 × 5 km szczegóły        | Rosja            | 38:54.8 | Ukraina          | 39:16.7 | Norwegia            | 39:48.7 |

### Kobiety
| Konkurencja                         | Złoto                | Złoto   | Srebro            | Srebro  | Brąz                | Brąz    |
| Osoby stojące                       |                      |         |                   |         |                     |         |
| sprint 1 km s.klasycznym szczegóły  | Ołeksandra Kononowa  | 4:21.4  | Shoko Ota         | 4:26.8  | Anna Burmistrowa    | 4:31.3  |
| 5 kilometrów s.klasycznym szczegóły | Ołeksandra Kononowa  | 16:01.3 | Julija Batenkowa  | 16:03.7 | Łarysa Warona       | 17:38.2 |
| 15 kilometrów s.dowolnym szczegóły  | Anna Burmistrowa     | 49:16.3 | Julija Batenkowa  | 49:23.5 | Katarzyna Rogowiec  | 51:04.1 |
| Osoby na wózkach                    |                      |         |                   |         |                     |         |
| sprint 1 km szczegóły               | Francesca Porcellato | 2:58.5  | Ołena Jurkowśka   | 3:00.0  | Ludmiła Wauczok     | 3:01.9  |
| 5 kilometrów szczegóły              | Ludmiła Wauczok      | 14:56.6 | Andrea Eskau      | 15:11.4 | Colette Bourgonje   | 15:16.4 |
| 10 kilometrów szczegóły             | Ludmiła Wauczok      | 30:52.9 | Colette Bourgonje | 31:49.8 | Ołena Jurkowśka     | 32:43.5 |
| Osoby niewidome                     |                      |         |                   |         |                     |         |
| sprint 1 km s.klasycznym szczegóły  | Verena Bentele       | 4:14.2  | Michalina Łysowa  | 4:44.2  | Lubow Wasiljewa     | 4:54.4  |
| 5 kilometrów s.klasycznym szczegóły | Verena Bentele       | 15:08.8 | Michalina Łysowa  | 16:00.3 | Tatjana Iljuczenko  | 17:18.4 |
| 15 kilometrów s.dowolnym szczegóły  | Verena Bentele       | 45:11.1 | Lubow Wasiljewa   | 48:34.1 | Jadwiha Skorabahata | 49:19.3 |
| Sztafeta otwarta                    |                      |         |                   |         |                     |         |
| 3 × 2,5 kilometra szczegóły         | Rosja                | 20:23.2 | Ukraina           | 20:42.7 | Białoruś            | 22:04.2 |